# チアカ・オグボグ
チアカ・オグボグ（Chiaka Ogbogu、1995年4月15日 - ）は、アメリカ合衆国の女子バレーボール選手である。アメリカ合衆国代表。

## 来歴
テキサス州ダラス出身。2013年、テキサス大学オースティン校に進学。2015年と2016年のNCAA女子バレーボール選手権では準優勝を果たす。

### クラブチーム
大学卒業後の2018年にイタリアセリエAのAzzurra Volley San Cascianoと契約した。2018/19シーズンはポーランドリーグのGrupa Azoty Chemik Policeでプレーしリーグ準優勝を果たした。2019/20シーズンはイタリアセリエAのイモコ・コネリアーノでプレーし、2019年の世界クラブ選手権、イタリアカップで優勝した。2020/21シーズンはトルコリーグのエジザージュバシュと契約し、トルコカップで準優勝、欧州チャンピオンズリーグで5位となった。2021/22シーズンからはワクフバンクSKでプレーしている。2021/22シーズンは出場した大会（世界クラブ選手権、トルコリーグ、トルコカップ、欧州チャンピオンズリーグ）すべてで金メダルを獲得した。
2025年に開幕予定のリーグ・ワン・バレーボールではオースティン所属となることが発表されている。

### 代表チーム
2018年にアメリカ代表に初選出される。同年のパンアメリカンカップでは金メダルを獲得し、自身もベストミドルブロッカー賞を受賞した。2019年のネーションズリーグではレギュラーに抜擢され、大会2連覇に貢献した。同年9月のワールドカップで銀メダルを獲得した。2021年開催の東京2020オリンピックで金メダルを獲得した。

## 球歴
- オリンピック - 2021年、2024年
- 世界選手権 - 2022年
- ワールドカップ - 2019年
- ネーションズリーグ - 2019年、2021年、2022年

## 受賞歴
- 2018年 - パンアメリカンカップ ベストミドルブロッカー賞
- 2019年 - 2018/19ポーランドリーグ ベストブロッカー賞

## 所属クラブ
- テキサス大学オースティン校（2013-2017年）
- Azzurra Volley San Casciano（2018年）
- KPS Chemik Police（2018-2019年）
- イモコ・コネリアーノ（2019-2020年）
- エジザージュバシュ（2020-2021年）
- ワクフバンクSK（2021-2024年）
- LOVBオースティン （2024年-）